# Kobrona
Kobrona is een geslacht van vlinders uit de familie dikkopjes (Hesperiidae). De wetenschappelijke naam van het geslacht is voor het eerst geldig gepubliceerd in 1935 door William Harry Evans.
De typesoort is Plastingia kobros Plötz, 1885.

## Soorten
- Kobrona croma
- Kobrona denva
- Kobrona edfina
- Kobrona eva
- Kobrona idea
- Kobrona infralutea
- Kobrona kobros
- Kobrona lexa[1]
- Kobrona mirza
- Kobrona pansa
- Kobrona rasta
- Kobrona sebana[1]
- Kobrona sota[1]
- Kobrona tabella
- Kobrona vanda
- Kobrona vasna
- Kobrona wama
- Kobrona zadma[1]